# Vecilla de la Polvorosa
Vecilla de la Polvorosa es una localidad del municipio de Morales del Rey, en la provincia de Zamora y la comunidad autónoma de Castilla y León. En 2024 contaba con una población de 93 habitantes.

## Historia
La victoria en el año 878 de los ejércitos asturleoneses de Alfonso III en la batalla de la Polvorosa, en las cercanías de la localidad, fue decisiva para la posterior repoblación de Vecilla, que quedó integrada en el reino de León.
Posteriormente, en la Edad Moderna, Vecilla fue una de las localidades que se integraron en la provincia de las Tierras del Conde de Benavente y dentro de esta en la Merindad de la Polvorosa y la receptoría de Benavente.
No obstante, al reestructurarse las provincias y crearse las actuales en 1833, la localidad pasó a formar parte de la provincia de Zamora, dentro de la Región Leonesa, quedando integrada en 1834 en el partido judicial de Benavente.
En 1842, el antiguo municipio de Vecilla de la Polvorosa se integró en el de Morales del Rey.

## Demografía
| 94            | 133 | 131 | 124 | 128 | 125 | 116 | 113 | 104 | 94 | 89 | 88 |
| (Fuente: INE) |     |     |     |     |     |     |     |     |    |    |    |